# Gerromorpha
Gerromorpha čine infrared insekata u redu „pravih buba”" Hemiptera. Ove „tipične“ bube (podred Heteroptera) se obično nazivaju poluvodene bube ili bube koje nastanjuju obalu. 

## Sistematika
Osam porodica koje se obično prepoznaju raspoređene su u četiri nadporodice. Dve male ili monotipske od njih su bazalne loze; dva veća čine napredniju kladu. Filogenetski niz nadfamilija i porodica Gerromorpha je:
- Mesovelioidea
  - Madeoveliidae (ponekad uključeni u Mesoveliidae)
  - Mesoveliidae
- Hebroidea 
  - Hebridae
- Hydrometroidea
  - Paraphrynoveliidae
  - Hydrometridae
  - Macroveliidae
- Gerroidea
  - Hermatobatidae
  - Gerridae
  - Veliidae

## Literatura
- Tree of Life Web Project (ToL) (1995): Gerromorpha. Water striders, water measurers, velvet water bugs, and water treaders. Version of 1995-JAN-01. Retrieved 2008-JUL-28.
- Tree of Life Web Project (ToL) (2005): Heteroptera. True bugs. Version of 2005-JAN-01. Retrieved 2008-JUL-28.

## Spoljašnje veze
- Медији везани за чланак Gerromorpha на Викимедијиној остави